# Monika Chabel

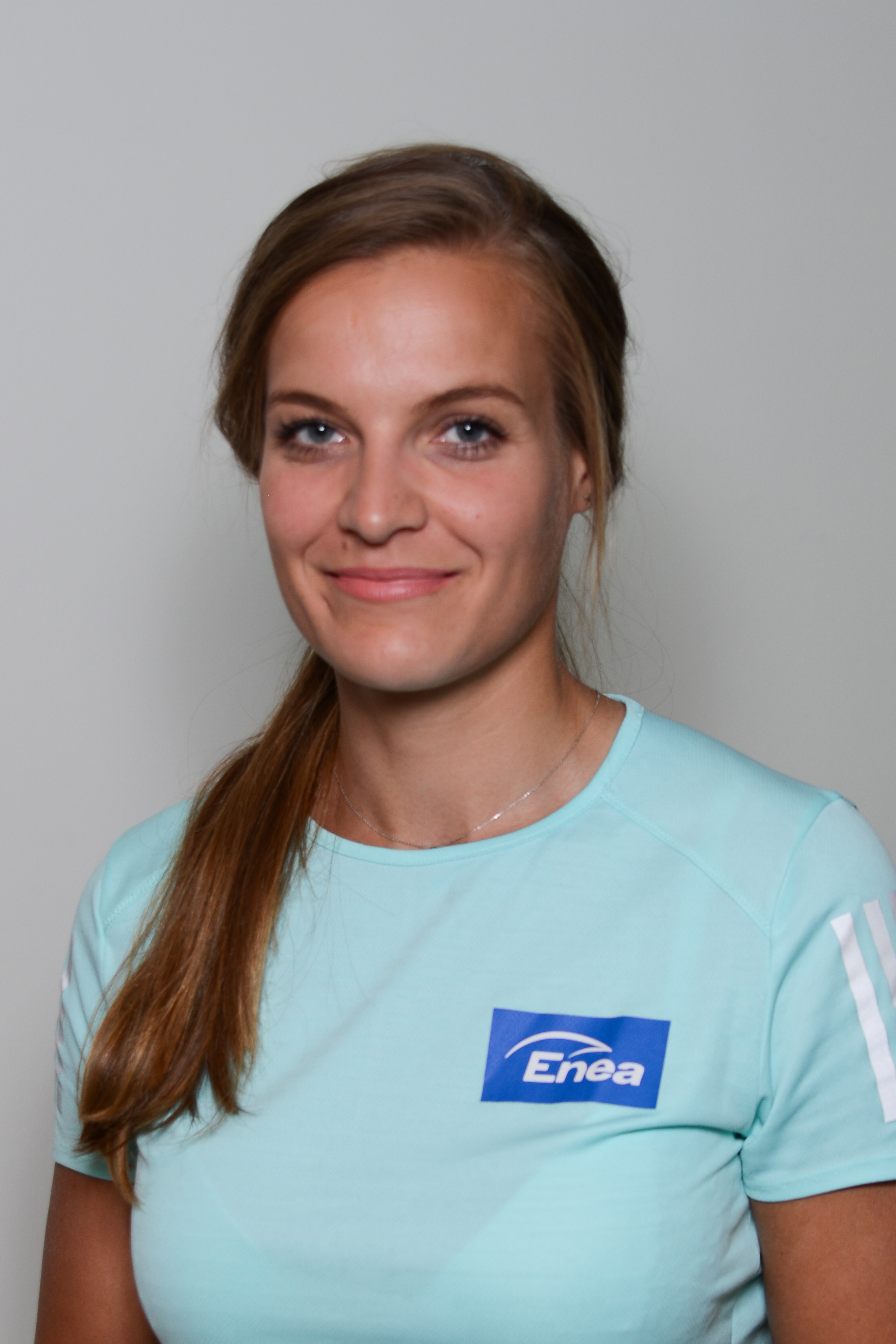
Monika Chabel, 2019

Monika Chabel, bis 2017 Monika Ciaciuch, (* 10. Mai 1992 in Ślesin, Woiwodschaft Kujawien-Pommern) ist eine polnische Ruderin und Olympiadritte 2016 im Doppelvierer. Ihr Verein ist Bydgostia Bydgoszcz.

## Sportliche Karriere
Monika Ciaciuch begann 2006 mit dem Rudersport. 2010 belegte sie bei den Junioren-Weltmeisterschaften den zwölften Platz im Doppelvierer. Zwei Jahre später erreichte sie bei den U23-Weltmeisterschaften 2012 mit dem Doppelvierer den vierten Platz, im Jahr darauf gewann sie im Doppelvierer die Silbermedaille bei den U23-Weltmeisterschaften. 2014 gewann der polnische Doppelvierer mit Agnieszka Kobus, Maria Springwald, Joanna Dittmann und Monika Ciaciuch die Bronzemedaille bei den Europameisterschaften in Belgrad. Bei den U23-Weltmeisterschaften gewann sie 2014 wie im Vorjahr Silber. 2015 erkämpfte der polnische Doppelvierer mit Kobus, Joanna Leszczyńska, Springwald und Ciaciuch Bronze bei den Europameisterschaften vor heimischem Publikum in Posen. Mit dem vierten Platz bei den Weltmeisterschaften 2015 qualifizierte sich die Crew für die Olympischen Sommerspiele 2016. In die Olympiasaison startete der polnische Doppelvierer in der gleichen Besetzung wie im Vorjahr mit einem Sieg beim Ruder-Weltcup in Varese. Bei den Europameisterschaften 2016 gewannen die Polinnen die Silbermedaille hinter dem deutschen Boot. Drei Monate später erkämpften Kobus, Leszczyńska, Springwald und Ciaciuch hinter den Deutschen und den Niederländerinnen die Bronzemedaille bei den Olympischen Spielen in Rio de Janeiro.
Im neuen Olympiazyklus wechselte Ciaciuch in den Riemenbereich und trat Ende Mai zusammen mit Joanna Dittmann, Anna Wierzbowska und Maria Wierzbowska im Vierer ohne Steuerfrau bei den Europameisterschaften in Račice u Štětí an, wo das Quartett die Silbermedaille hinter dem rumänischen Boot gewann. Mit einer Umbesetzung – Olga Michalkiewicz für Anna Wierzbowska – ruderte der Vierer hinter einer australischen Auswahl auch bei den Weltmeisterschaften zur Silbermedaille. Monika Ciaciuch heiratete 2017 den Ruderer Wiktor Chabel und startet seither als Monika Chabel.
2018 gewann der polnische Vierer mit Olga Michalkiewicz, Joanna Dittmann, Monika Chabel und Maria Wierzbowska die Bronzemedaille bei den Europameisterschaften. Bei den Weltmeisterschaften in Plowdiw belegten die Polinnen den fünften Rang. 2019 gewannen sie erneut Europameisterschaftsbronze und belegten den vierten Platz bei den Weltmeisterschaften in Linz/Ottensheim. Nachdem die Polinnen bei den Europameisterschaften 2020 und 2021 das A-Finale verpasst hatten, sicherten sie sich über den Hoffnungslauf die Finalteilnahme bei den Olympischen Spielen in Tokio und belegten dort den sechsten Platz.